# Royal Air Force Regiment
Royal Air Force Regiment är RAF:s markstridsstyrka. Dess huvuduppgift är som bassäkerhetsförband. Det har även kapacitet för taktisk flygledning, understöd för specialförband och är huvudansvarigt för  CBRN-skyddet inom den brittiska försvarsmakten.

## Uppdrag
- Bassäkerhet
- Forward Air Control
- CBRN-skydd
- Markstridsutbildning för RAF

Källa:

## Organisation

### Bassäkerhetsstaber
- Sju RAF Force Protection Wing Headquarters utövar taktisk ledning av säkerheten vid en RAF flygbas i en stridzon. Var och en har till sitt förfogadande en fältskvadron.

### Aktiva skvadroner

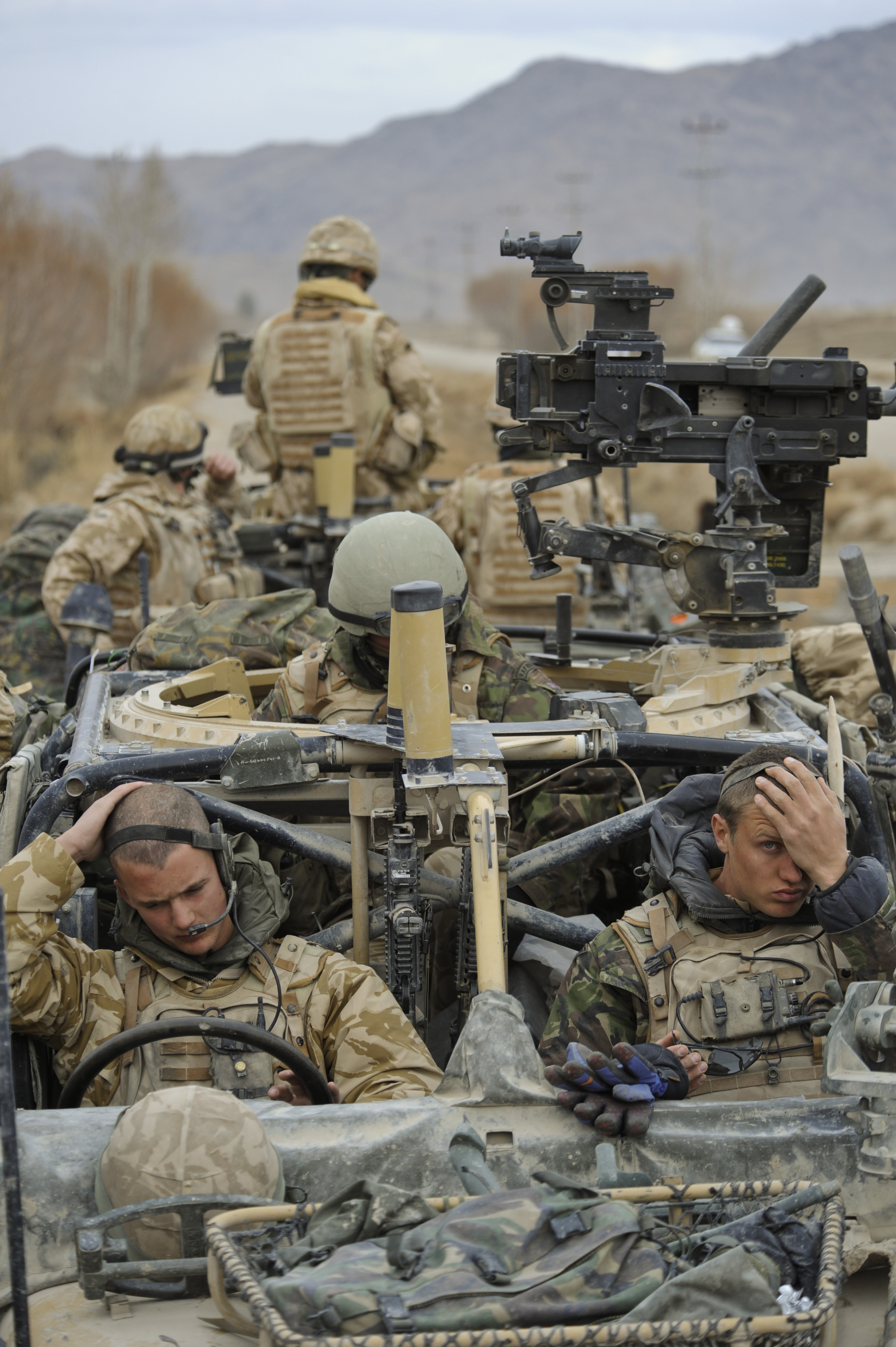
Personal från 27 Squadron Royal Air Force Regiment i Kandahar 2010.

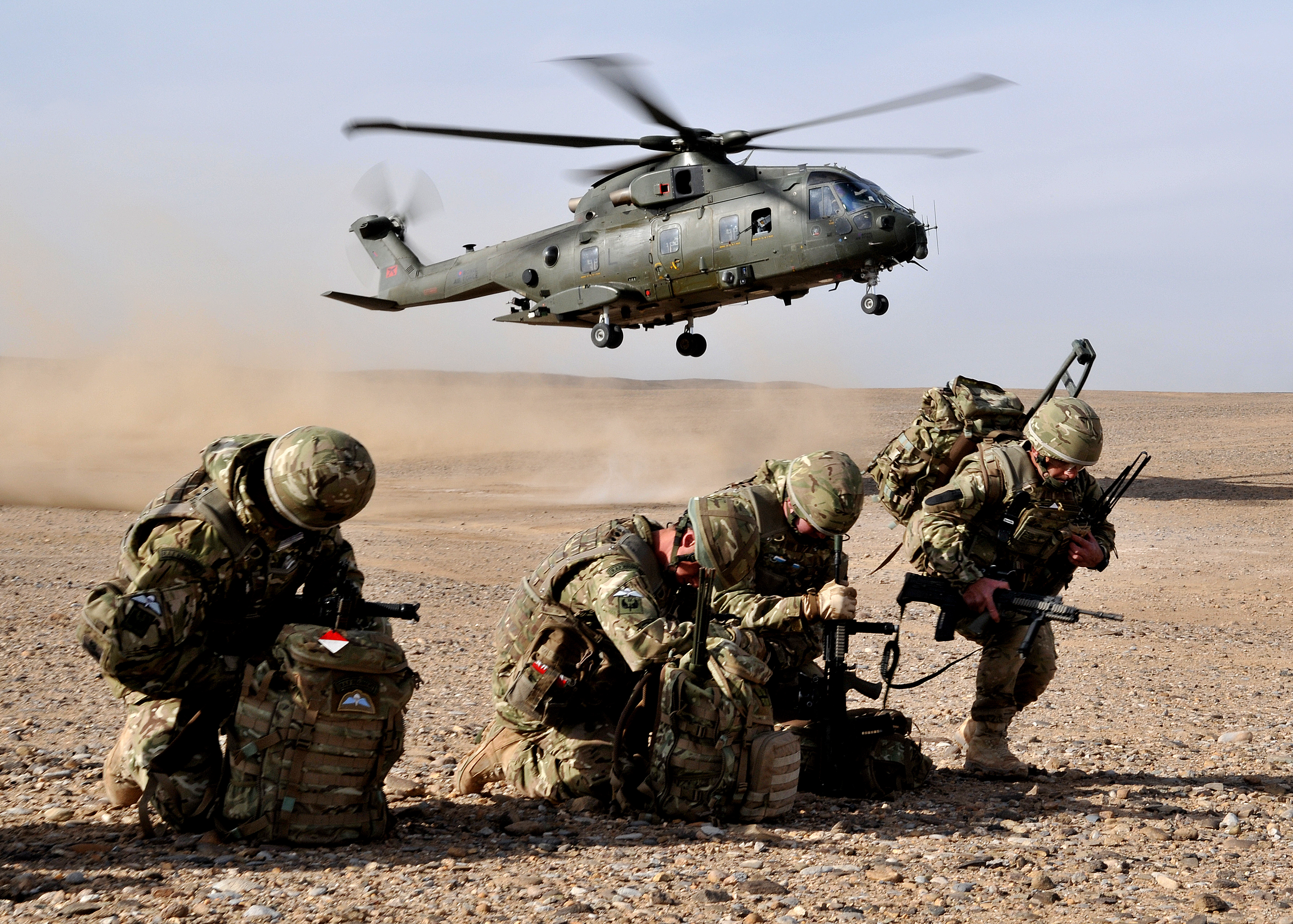
Personal från II Squadron RAF Regiment i Afghanistan 2012.

De aktiva skvadronerna är bemannade med ständigt tjänstgörande personal.
- 1 Squadron Royal Air Force Regiment  (fältskvadron)
- II Squadron RAF Regiment (fallskärmsjägare)
- 3 Squadron Royal Air Force Regiment (fältskvadron)
- 15 Squadron Royal Air Force Regiment (fältskvadron)
- 26 Squadron Royal Air Force Regiment (CBRN-skydd)
- 27 Squadron Royal Air Force Regiment (Ingår tillsammans med 1 Royal Tank Regt i Joint Nuclear, Biological and Chemical Regiment.)
- 34 Squadron Royal Air Force Regiment (fältskvadron)
- 51 Squadron Royal Air Force Regiment (fältskvadron)
- 58 Squadron Royal Air Force Regiment (fältskvadron)
- 63 Squadron Royal Air Force Regiment - Queen’s Colour Squadron (fältskvadron och Ceremoniförband)

Källa:

### Markstridsutbildning
Ground Defence Training Section, en sektion för markstridsutbildning finns vid varje RAF hemmabas.

### Reservskvadroner
Reservskvadronerna är bemannade med tidvis tjänstgörande personal.
- 2503 [County of Lincoln] Squadron RAuxAF Regiment
- 2620 [County of Norfolk] Squadron RAuxAF Regiment
- 2622 [Highland] Squadron RAuxAF Regiment
- 2623 [East Anglian] Squadron RAuxAF Regiment

Källa:

### Musikkår
Band of the Royal Air Force Regiment är en av RAF:s tre musikkårer.